# Астрагал міхурцевий
Астрага́л міхурцевий (Astragalus utriger) — вид трав'янистих рослин з родини бобових (Fabaceae). Має медичне використання.

## Опис
Багаторічна рослина заввишки 10–30 см. Листки складаються з 10–15 пар темно-зелених листочків. Період цвітіння: квітень — травень. Квітки жовті, до кінця цвітіння червоніють, завдовжки 20–25 мм. Боби завдовжки 20–30 мм.

## Поширення
Поширений на Балканському півострові, Кримському півострові, Північному Кавказі.
В Україні вид зростає на кам'янистих схилах, обривах — у Криму.